# Comanche
Comanche («Кома́нч») — найпопулярніший український бренд велосипедів і велоаксесуарів, заснований в 1998 році. Спонсор збірної України з велотреку.

## Про компанію
Компанія Comanche є провідним виробником велосипедів, які є дуже популярними в Україні. Велосипеди Comanche почали здобувати популярність в Україні з 1998 року. Завдяки хорошій якості обладнання, сервісу, технічним і ходовим характеристикам і доступній ціновій політиці, велосипеди цієї марки є вибором багатьох любителів велоспорту.
Виробництвом і первинним продажем велосипедів Comanche в Україні займається компанія «Sport Systems». Компанія «Sport Systems» регулярно проводить інноваційні експерименти, розширюючи асортимент моделей велосипедів і покращуючи якість наявних моделей.
Особливо популярні серед велосипедистів гірські велосипеди Comanche флагманського модельного ряду: Ontario, Hurricane, Prairie та Tomahawk. Ці моделі відрізняються інноваційними технологіями в галузі дизайну та ергономіки, а також якістю компонентів провідних світових виробників.

## Комплектація
При збиранні велосипедів Comanche використовує деталі таких світових виробників:
- Shimano (манетки, перемикачі, касети)
- Tektro (гальма)
- Avid (гальма)
- Suntour (вилки, шатуни)
- SRAM (касети)
- Novatek (втулки)

## Модельний ряд
Comanche пропонує модельний ряд з найрізноманітнішими типами велосипедів:
- Гірські велосипеди
- Міські велосипеди
- Підліткові велосипеди
- Жіночі велосипеди
- Шосейні велосипеди
- Трекові велосипеди
- Кросові велосипеди
- Дитячі велосипеди
- Серія BMX
- Серія «Екстрім»

## Comanche і велоспорт
Comanche активно використовують спортсменами професійного рівня на міжнародних змаганнях.
Старікова Олена на велосипеді Comanche здобула бронзову медаль в гонці Sprint на змаганнях Tissot UCI Track Cycling World Cup II в Глазго. Ця ж спортсменка на чемпіонаті Європи з велоспорту в Глазго у гонці на швидкість (500м) встановила новий рекорд України — 33.575 сек.
4 лютого 2020 року Любов Басова очолила загальний залік в гонці Keirin на змаганнях Tissot UCI Track World Cup VI в Канаді. Вона стала найкращою в рейтингу суперниць, набравши за результатами виступів у турнірі 1705 очок.